# Осек (Света Троїца-в-Словенських Горицях)
Осек (словен. Osek) — поселення в общині Света Троїца-в-Словенських Горицях, Подравський регіон‎, Словенія.